# Een stor familie
Een stor familie er en dansk tv-serie i 12 afsnit, udsendt første gang i 1982-1983. Serien blev instrueret af Bent Mejding, mens manuskriptet på skift blev forfattet af Lise Nørgaard, Paul Hammerich og Jane Aamund. Serien er produceret af Nordisk Film for Danmarks Radio.
Serien handler om Holly-Gruppens fjerde division, et typisk kontormiljø fra starten af 1980'erne. Her følges personalet i forskellige pudsige situationer, mens de er på arbejde. Det nævnes, at Holly-gruppen startede som en sæbefabrik i Haraldsgade på Nørrebro i København.

## Faste medvirkende
- Kirsten Rolffes som Rigmor Gramme
- Paul Hagen som bogholder Sigurd Henriksen
- Ilse Rande som sekretær Marianne Laursen
- Helle Hertz som Jette Nielsen
- Søren Pilmark som udviklingschef, civiløkonom Bjarne Birger Bruun, kaldet "3B"
- Bjørn Puggaard-Müller som direktør Hans Ruf Andersen
- Marguerite Viby som rengøringsassistent Olga Mortensen, kaldet "Morten"
- Lene Poulsen som Sanne Olsen
- Søren Sætter-Lassen som bud Jan Madsen
- Ole Thestrup som ejendomsinspektør Erik Jensen

## Øvrige medvirkende
- Susse Wold som advokat (afsnit 5) og senere sekretariatschef (fra afsnit 6) Karen Westh
- Lisbet Dahl som fysioterapeuten
- Helge Kjærulff-Schmidt som pensionistbud Valdemar Lemcke
- Hardy Rafn som personalechef Johan Siliam
- Lily Broberg som direktørfrue Illona Ruf Andersen
- Grethe Sønck som tillidskvinden Viola Jørgensen
- Olaf Ussing som bestyrelsesformand admiral Emil Eberfeldt
- Peter Schrøder som civiløkonom Preben Nielsen, Jette Nielsens mand
- Anders Bircow som assistent Henrik Holst i afsnit 1.
- Dan Turèll som den klagende kunde, Olsen i afsnit nr. 5.
- Benny Poulsen som økonomidirektør Schrøder, i afsnit nr. 4, 6, 7, 8, 9.
- Vibeke Hastrup som kontorassistent Annemarie Andersen
- Alvin Linnemann som dørmand og alt-mulig-mand
- Jeanne Boel som Lis, receptionist
- Preben Ravn som bedriftslæge Møller
- Vera Gebuhr som utilfreds kunde
- Grethe Holmer som Moster Lis
- Max Hansen Jr. som Thomas, Sannes kæreste
- Solveig Sundborg som dame på gaden
- Linda Laursen som receptionist
- Louis Miehe-Renard som Pastor Madsen
- Birger Jensen som låsesmeden
- Preben Neergaard som Max
- Karen Marie Løwert som Ina Winckelhorn
- Marianne Mortensen som Ilse
- Peter Steen som advokat Lauritzen
- Gerz Feigenberg som Benny Lund, sekretær

## Afsnit
1. Familien
2. Ret ryggen
3. Strakt karriere
4. Kærlighedens veje (sendt første gang 1. januar 1983)
5. En fremmed fugl (sendt første gang 8. januar 1983)
6. Sorteper (sendt første gang 15. januar 1983)
7. Nattegæsten
8. Det ordner sig
9. Intern kommunikation
10. Ingliss iz mai bæst
11. Spadseret af
12. En fri mand

## Musik
Seriens musikalske tema er en rumba spillet på elektroniske instrumenter. Ud over et enkelt og iørefaldende synthesizer-tema høres også lyden af en mekanisk skrivemaskines typeanslag, marginklokke og vognretur. Musikken er skrevet og indspillet af Joachim Ussing.